# 浅井了意
浅井 了意（あさい りょうい、慶長年間 - 元禄4年1月1日（1691年1月29日））は、江戸時代前期の仮名草子作家、浄土真宗の僧侶。号は松雲・瓢水子・羊岐斎など。摂州三島江出身。初期の作品に『堪忍記』（万治2年〈1659年〉）『可笑記評判』（万治3年〈1660年〉）『かなめいし』（寛文2年〈1662年〉）など。寛文6年（1666年）刊行の『伽婢子』は怪奇物の先駆として知られる。

## 経歴
慶長の頃、摂州三嶋江（高槻市）の本照寺（現碧流寺）の住職をしていた西川氏の家に生まれる。了意の父は真宗大谷派の僧侶だったが、弟の西川宗治の東本願寺出奔事件に連座したため、真宗から追放されて還俗した。このため、了意は流浪の日々を送ったと推測されるものの、その前半生の詳細は不明である。壮年期は大坂に住み、寛永末年には京都に移住した。『江戸名所記』『東海道名所記』『むさしあぶみ』などの作品があることから、江戸にも往来ないし一時居住したことがあったと考えられている。
容膝に師事して儒学・仏道・神道の三教に通じた。当時から博覧強記ぶりは有名で、『鸚鵡籠中日記』にも「彼博識の了意」と記述がある。後に出家して大谷派に戻り、京都の菊本町の正願寺の二世住職となり、1675年（延宝3年）4月11日に本性寺の設立を許された。晩年は本性寺昭儀坊了意と名乗った。
元禄5年（1692年）に刊行された『狗張子』によれば、元禄4年元旦（1691年1月29日）に昭儀坊で亡くなったという。享年は80歳程度と推定されている。
1973年、大谷派は学匠として了意を顕彰し、学階嗣講を追贈した。

## 著書
仮名草子の代表的な作者と位置づけられ、仏教学者・唱導家として仏書や訓詁注釈書も数多く著した。仏書は明治・大正期に至るまで、布教資料として活用された。

### 仮名草子
仮名草子だけでも30部余りの作品がある。
- 『堪忍記』（万治2年〈1659年〉）
- 『可笑記評判』（万治3年〈1660年〉）
- 『伽婢子』（寛文6年〈1666年〉刊）- 怪奇物の祖として後世に大きな影響を与えた[6]。
- 『本朝女鑑』
- 『浮世物語』- 浮世坊が諸国を巡遊する物語。「仮名草子」から浮世草子への過渡期の作品[6]。
- 『狗張子』（元禄5年〈1692年〉刊）

### 名所記
- 『江戸名所記』
- 『東海道名所記』
- 『京雀』

### その他
- 『むさしあぶみ』（寛文元年〈1661年〉成立） - 明暦の大火を題材にした作品[5][6]。

## 校訂本
- 2007年8月より『浅井了意全集』（岩田書院、全19巻：予定）の刊行が開始されている。